# Caenohalictus
Caenohalictus is een geslacht van vliesvleugelige insecten van de familie Halictidae.

## Soorten
- C. alticola (Vachal, 1904)
- C. antarius (Vachal, 1904)
- C. aplacodes Rojas & Toro, 2000
- C. autumnalis (Jörgensen, 1912)
- C. azarae Cockerell, 1926
- C. azureus (Enderlein, 1903)
- C. babuarus (Jörgensen, 1912)
- C. baeri (Vachal, 1904)
- C. canosus (Vachal, 1903)
- C. cicindulus (Vachal, 1903)
- C. columbus (Vachal, 1903)
- C. cuprellus (Vachal, 1903)
- C. curticeps (Vachal, 1903)
- C. cyanopygus Rojas & Toro, 2000
- C. dilutior (Vachal, 1903)
- C. dolator (Vachal, 1903)
- C. eberhardorum Michener, 1979
- C. ecuadorensis (Cameron, 1903)
- C. elachion (Vachal, 1904)
- C. fulgens Rojas & Toro, 2000
- C. galletue Rojas & Toro, 2000
- C. gaullei (Vachal, 1903)
- C. implexus Moure, 1950
- C. incertus (Schrottky, 1902)
- C. intermedius Rojas & Toro, 2000
- C. iodurus (Vachal, 1903)
- C. lindigi (Vachal, 1911)
- C. macellus (Vachal, 1903)
- C. mitratus (Vachal, 1903)
- C. modestus (Smith, 1853)
- C. monilicornis Alfken, 1932
- C. moritzi Alfken, 1932
- C. mourei M. C. de Almeida & Laroca, 2004
- C. notares (Vachal, 1904)

- C. obnuptus (Vachal, 1903)
- C. opaciceps (Friese, 1917)
- C. opacus (Friese, 1917)
- C. oresicoetes (Moure, 1943)
- C. pacis (Janvier, 1955)
- C. palumbes (Vachal, 1903)
- C. pisinnus (Vachal, 1904)
- C. pygosinuatum Rojas & Toro, 2000
- C. rectangulus (Vachal, 1903)
- C. rimosiceps (Packard, 1869)
- C. riveti (Vachal, 1904)
- C. robertsi Packer, 1993
- C. rostraticeps (Friese, 1917)
- C. rostrifer Moure & Hurd, 1987
- C. schulthessi (Vachal, 1903)
- C. tessellatus (Moure, 1940)
- C. thamyris (Jörgensen, 1912)
- C. thauca (Schrottky, 1909)
- C. trichiothalmus Cameron, 1903
- C. turquesa Rojas & Toro, 2000